# Maratonci trče počasni krug
Maratonci trče počasni krug  je srpska crnohumorna tragikomedija iz 1982. godine,  koju je režirao Slobodan Šijan prema scenariju kojeg je napisao Dušan Kovačević. Radnja se vrti oko obitelji pogrebnika u Jugoslaviji 1930-ih i njihovih nezgoda. Glavne uloge tumače Bogdan Diklić, Pavle Vuisić, i Danilo Stojković.

## Radnja
Kraljevina Jugoslavija, 1930-ih. U Marseilleu je ubijen kralj dok u jednoj manjoj srpskoj palanci živi obitelj Topalović koja se bavi jedinim sigurnim poslom – smrti. Oni su naime pogrebnici iz generacije u generaciju i vlasnici pogrebnog poduzeća "Dugo konačište". Posao je počeo stari Pantelija, koji još uvijek živi i ima 150 godina, a nastavili su pradjed Maksimilijan, djed Aksentije, otac Milutin, sin Laki dok najmlađi unuk Mirko ne želi nastaviti obiteljski posao. Obitelj nema ženskih članova (osim kućne pomoćnice) jer "...kako koja rodi muško dete, vene i svene kao cvet." Oni nisu osobito složni i često se svađaju; jednom prilikom Mirko prihvati izraditi lijes za preminulog čovjeka od 2 metra i 28 centimetara, na što ga otac Laki izgrdi i premlati jer ne može vjerovati da postoji tolika "grdosija". Jednog dana iznenada umre Pantelija ("pred sam kraj svog života"). Obitelj razmišlja da obavijesti njegove poznanike, no onda se sjete da je „njegov posljednji prijatelj preminuo negdje krajem prošlog stoljeća“. Ubrzo izbije svađa oko njegove ostavštine, ali i oko toga trebaju li na njemu isprobaju novu tehnologiju kremiranja koju zagovara Laki, a i Pantelija je uvijek govorio "U krematoriju je budućnost!". 
Mirko se u međuvremenu zaljubio u Kristinu, stariju djevojku koja svira klavirsku pratnju uz nijeme filmove u kinu i koja se ne zanima za njega nego za vlasnika maloga kina Đenku. Ovaj ih počne nagovarati da glume u njegovom filmu par te da se razodjenu, no oni se nećkaju. Tu je i Bili Piton, Kristinin otac, koji posluje s Topalovićima tako što iz grobova iskopava i prodaje lijesove nedavno pokopanih mrtvaca, koje ovi "prefarbaju" i prodaju kao nove. Bilijeva obiteljska banda nije u najboljim odnosima s Topalovićima koji mu duguju novac, a Bili pokušava utjerati dug tako što će ući u suvlasništvo njihove tvrtke, a za uzvrat će udati svoju kćer za Mirka. Topalovići to glatko odbiju, a otvaranjem Pantelijine oporuke saznaju da je pokojnik sve ostavio - sam sebi. Na povratku s Pantelijinog sprovoda Laki autom slučajno pregazi i ubije "komšiju" Rajkovića, čije tijelo Topalovići pokušavaju sakriti na groblju gdje ih slučajno vidi Bili i ekipa (koji su tamo došli svojim uobičajenim poslom - iskapanjem lijesova) i time ih ucjenjuje. Kada Mirko ulovi Kristinu s Đenkom, pobijesni i ubije ju, objavivši rat Biliju i njegovoj bandi, te ujedno preuzima glavnu riječ u obitelji. Na kraju Topalovići uzimaju iz svog bogatog arsenala oružje i dinamit i krenu u otvorenu bitku s Bilijem i bandom, što završi krvoprolićem.

## Filmska ekipa
Režija: Slobodan Šijan
- Bogdan Diklić kao Mirko Topalović
- Pavle Vuisić kao Milutin Topalović
- Danilo Stojković kao Laki Topalović
- Mija Aleksić kao Aksentije Topalović
- Milivoje Tomić kao Maksimilijan Topalović
- Jelisaveta Sablić kao Kristina
- Bora Todorović kao Đenka
- Zoran Radmilović kao Bili Piton

## Zanimljivosti
- Uvodne scene prikazuju arhivske snimke atentata na jugoslavenskog kralja Aleksandra Karađorđevića 1934. u Marseilleu.
- Prizori crno-bijelog filma gole žene koje se kupa u jezeru, a kojeg gledaju Kristina, Đenko i Mirko, su iz češkog filma „Ekstaza“.
- Radnja drame Dušana Kovačevića po kojoj je snimljen film smještena je u 1972. godinu.

## Nagrade
- Montrealski svjetski filmski festival – osvojena nagrada žirija
- Pulski filmski festival – osvojena Zlatna arena za glumicu Jelisavetu Sablić
- Marseille – nagrada za scenarij
- Agneza se kupa, parodija na Maratonce - Specijalna nagrada žirija FF Pula 2009. za amaterski film[1]

## Vanjske poveznice
- Maratonci trče počasni krug u internetskoj bazi filmova IMDb-a
- Filmski.net  Arhivirana inačica izvorne stranice od 10. siječnja 2007. (Wayback Machine)
- Moj Film